# Plestiodon lynxe
Plestiodon lynxe är en ödleart som beskrevs av  Wiegmann 1834. Plestiodon lynxe ingår i släktet Plestiodon och familjen skinkar. IUCN kategoriserar arten globalt som livskraftig. Inga underarter finns listade i Catalogue of Life.